# Міароли
Міароли (рос. миаролы, англ. miaroles, нім. Miarolen f pl) — порожнини в мінеральних тілах (у глибинних вивержених породах), виповнені кристалами мінералів, що входять до складу вмісних порід (продуктами кристалізації залишкових розплавів). Вони виникають при застиганні вивержених порід внаслідок зміни їх об'єму. Форма порожнин різноманітна, розміри їх досягають 2-3 см. (F.Schuck, 1931).
Син. — порожнини міаролові, порожнини міаролітові.

## Інтернет-ресурси
- Genesis of mineralized cavities (Miaroles) [Архівовано 20 квітня 2014 у Wayback Machine.]
- Spatially varied miaroles in the albite porphyry of Cuchillo Mountain, southwestern New Mexico. [Архівовано 20 липня 2012 у Wayback Machine.]